# Jonas Jonsson i Hå
'
Jon (Jonas) Jonsson' (i riksdagen kallad Jonsson i Hå), född 10 mars 1858 i Bollnäs, död där 30 juni 1945, var en svensk lantbrukare och politiker (liberal).
Jonas Jonsson, som kom från en bondesläkt, var lantbrukare i Hå i Bollnäs och hade också kommunala uppdrag i Bollnäs landskommun. Han var riksdagsledamot i andra kammaren 1909–1917, fram till 1911 för Bollnäs domsagas valkrets och från 1917 för Hälsinglands södra valkrets. I riksdagen tillhörde han Frisinnade landsföreningens riksdagsgrupp Liberala samlingspartiet. Han var bland annat suppleant i bankoutskottet 1912–1917 och engagerade sig i olika frågor kring den lokala självstyrelsen.